# Bomberajski jezici
Bomberajski jezici, podskupina od 2 austronezijska jezika koja čine dio šire zapadnonovogvinejske skupine. Obuhvaća samo dva predstavnika na indonezijskom dijelu Nove Gvineje, na poluotoku Bomberai.
Predstavnici su: bedoanas [bed] u regenciji Fakfak sa 180 govornika (2000 S. Wurm), i erokwanas [erw], sa 	200 govornika (2000 S. Wurm). Zapadnonovogvinejsku skupinu čine s jezicima cenderawasih bay.

## Vanjske poveznice
- Ethnologue (14th)
- Ethnologue (15th)